# Alessandro Bertuola
Alessandro Bertuola (* 13. September 1979 in Montebelluna) ist ein ehemaliger italienischer Radrennfahrer.
Alessandro Bertuola gewann 2004 eine Etappe des Giro Ciclistico d’Italia und wurde dort Zweiter der Gesamtwertung. Außerdem gewann er das Eintagesrennen Bassano Montegrappa.

## Erfolge
2004
- eine Etappe Giro Ciclistico d’Italia

## Teams
- 2005 Naturino-Sapore di Mare
- 2006 Tenax Salmilano
- 2007 Tenax
- 2008 Preti Mangimi
- 2010 Kalev Chocolate-Kuota (ab 08.05.)